# Deutsch Kaltenbrunn
Deutsch Kaltenbrunn is een gemeente in de Oostenrijkse deelstaat Burgenland, gelegen in het district Jennersdorf (JE). De gemeente heeft ongeveer 1800 inwoners.

## Geografie
Deutsch Kaltenbrunn heeft een oppervlakte van 24,2 km². Het ligt in het uiterste zuidoosten van het land.
Kadastrale gemeenten zijn Deutsch Kaltenbrunn en Rohrbrunn.
Deutsch Kaltenbrunn · Eltendorf · Heiligenkreuz im Lafnitztal · Jennersdorf · Königsdorf · Minihof-Liebau · Mogersdorf · Mühlgraben · Neuhaus am Klausenbach · Rudersdorf · Sankt Martin an der Raab · Weichselbaum
- Gemeinsame Normdatei: 4523438-3
- Nationale Bibliotheek van Israël: 987012488473505171
- Virtual International Authority File: 243181185